# Filip VI Hiszpański
Filip VI (właśc. Felipe VI de España, wym. /feˈlipe ˈseɣsto/, Felipe Juan Pablo Alfonso de la Santísima Trinidad y de Todos los Santos de Borbón y Grecia, ur. 30 stycznia 1968 w Madrycie) – król Hiszpanii z dynastii Burbonów. Jest synem byłego króla Jana Karola I i królowej Zofii. Ma dwie starsze siostry – Helenę oraz Krystynę. W 2004 roku poślubił dziennikarkę telewizyjną Letycję Ortiz, z którą ma dwie córki – Eleonorę (następczynię tronu) oraz Zofię. Zgodnie z Konstytucją Hiszpanii, jako monarcha jest głową państwa oraz naczelnym dowódcą Sił Zbrojnych Hiszpanii w stopniu marszałka (Capitán general). Pełni także rolę najwyższego przedstawiciela w stosunkach międzynarodowych.
21 stycznia 1977 oficjalnie otrzymał tytuł księcia Asturii. Wstąpił na tron 19 czerwca 2014 roku po abdykacji swojego ojca. Jego rządy naznaczone są rozwiązaniem Kortezów Generalnych w 2016, aby można było przeprowadzić nowe wybory, zdecydowanym potępieniem referendum niepodległościowego Katalonii w 2017, pandemią COVID-19 oraz dążeniem do większej przejrzystości w sprawach królewskich.

## Życiorys

### Rodzina i dzieciństwo
Trzecie dziecko króla Hiszpanii Juana Carlosa I i królowej Zofii Glücksburg. Filip VI ma dwie siostry infantki: Helenę i Krystynę. Został ochrzczony przez arcybiskupa Madrytu Casimiro Morcillo Gonzáleza, jego rodzicami chrzestnymi byli dziadek Juan de Borbón i prababka królowa Wiktoria Eugenia Battenberg. Jego imiona mają wymowę symboliczną. Imię Felipe otrzymał na cześć pierwszego Burbona panującego w Hiszpanii Filipa V, Juan – po dziadku Juanie de Borbón, Pablo po dziadku Pawle I Glücksburgu, a Alfonso po pradziadku Alfonsie XIII.
1 listopada 2003 ogłoszono jego zaręczyny z dziennikarką Letizią Ortiz Rocasolano. Ślub odbył się 22 maja 2004 w Katedrze Almudena, w Madrycie.
8 maja 2005 para ogłosiła, że w listopadzie spodziewa się narodzin swojego pierwszego dziecka. 31 października 2005 – niemal miesiąc przed terminem, przyszła na świat córka, infantka Eleonora.
Prasa została poinformowana o narodzinach pierworodnej córki pary książęcej za pomocą SMS. 25 września 2006 pałac królewski poinformował – również za pomocą SMS, że Felipe i Letizia w początkach maja 2007 spodziewają się narodzin drugiego dziecka. 29 kwietnia 2007 księżna Letizia urodziła córkę, infantkę Zofię.
Filip VI jest ojcem chrzestnym co najmniej ośmiorga dzieci:
- księcia Ernesta Augusta VI Hanowerskiego (ur. 1983), syna Ernesta Augusta V, księcia Hanoweru
- księcia Konstantyna Alexiosa Greckiego (ur. 1998), syna Pawła, księcia Grecji i Danii
- księżniczki Sofii Bułgarskiej (ur. 1999), córki Konstantyna, księcia Widin
- Miguela Urdangarín y de Borbón (ur. 2002), syna Krystyny, księżnej Palma de Mallorca, swojej siostry
- księżniczki Ingrid Aleksandry Norweskiej (ur. 2004), córki Haakona, następcy tronu Norwegii
- Luisa Felipe Gómez-Acebo y Ponte (ur. 2005), syna Beltrána, swojego brata ciotecznego
- księcia Wincentego Duńskiego (ur. 2011), syna Fryderyka, króla Danii,
- księżniczki Izabeli Orleańskiej (ur. 2012), córki Karola Filipa, księcia Andegawenii[5]

Książę Widin jest ojcem chrzestnym młodszej córki Filipa – też Sofii.

### Studia i dalsze życie
Filip rozpoczął naukę w Santa Maria de los Rosales. Szkołę średnią ukończył w kanadyjskim Ontario, w Lakefield College School, a następnie studiował prawo na Universidad Autónoma de Madrid. Ukończył również kilka kursów z zakresu ekonomii. Edukację zakończył tytułem magistra (Master of Science) w Edmund A. Walsh School of Foreign Service Uniwersytetu Georgetown – w czasie studiów tam dzielił pokój z kuzynem – Pawłem Greckim. Jako następca tronu Hiszpanii, Filip regularnie uczestniczył w oficjalnych imprezach, kluczowych dla kraju wydarzeniach i życiu publicznym Hiszpanii. Od października 1995, aby utrzymać lepszy kontakt z Hiszpanami i jak najlepiej poznać całą Hiszpanię, Filip złożył całą serię wizyt w wspólnotach, prowincjach i miastach autonomicznych Hiszpanii.
Filip jako następca ojca Jana Karola I w 1977 otrzymał tytuł księcia Asturii. 21 kwietnia 1990 został pierwszym Burbonem, który otrzymał tytuł kataloński księcia Girony. Tak jak większość jego rodziny, brał on udział w igrzyskach olimpijskich; podczas Igrzysk Olimpijskich w Barcelonie w 1992 uczestniczył w regatach.
Filip posługuje się językami: hiszpańskim, katalońskim, francuskim, angielskim oraz zna trochę grecki.

### Król Hiszpanii
18 czerwca 2014 Juan Carlos I podpisał akt abdykacji, zgodnie z którym przestał być królem Hiszpanii o północy. Zgodnie z tym aktem 19 czerwca 2014 Filip objął panowanie i został zaprzysiężony w Kortezach Generalnych jako król Hiszpanii Filip VI.
Król przyjął sobie za cel przywrócenie zaufania społeczeństwa do instytucji monarchii oraz jej reformę. Pod koniec 2014 roku opublikował zasady funkcjonowania swego dworu – wszystkie wydatki miały być jawne, zabroniono przyjmowania drogich prezentów. Na początku 2015 obniżył swoje dochody o 20%, ograniczył również wydatki na podróże i ceremonie dworskie oraz w większości pozostałych dziedzin. Takie działania zaowocowały powolnym odzyskiwaniem przez monarchię prestiżu oraz wzrostem zaufania wśród obywateli – król stał się jedną z najwyższej cenionych postaci życia politycznego w kraju.
W 2016 roku król skorzystał ze swojego konstytucyjnego prawa do rozwiązania parlamentu (artykuł 99 punkt 5) z powodu impasu, do jakiego doszło po tegorocznych wyborach, kiedy żadna partia nie zdobyła poparcia umożliwiającego samodzielne sformowanie rządu, a miesiące rozmów między przywódcami partii nie przynosiły żadnych efektów (nawet nie wyznaczono konkretnego kandydata na urząd premiera). Wydarzenie to było o tyle znamienne, że pierwszy raz od demokratyzacji Hiszpanii skorzystano z możliwości zwołania nowych wyborów na mocy królewskiego dekretu. 
W wyniku kryzysu związanego z katalońskim referendum niepodległościowym z 2017 roku król wygłosił 3 października 2017 przemówienie, w którym zdecydowanie potępił całe zajście. Podkreślał w nim nielegalność referendum i określił je jako przejaw „nieakceptowalnego braku lojalności”, a także zaznaczył, że doprowadziło ono do „erozji zaufania wewnątrz społeczeństwa samej Katalonii”. Zauważył również, iż referendum mogło być poważnym ciosem dla gospodarki całej północno-wschodniej Hiszpanii. Zdecydowane stanowisko króla, odbiegające od dotychczasowej normy, spotkało się z mieszanymi opiniami ze strony sceny politycznej, która podzieliła się na obóz przyznający w pełni rację Filipowi VI (Partia Ludowa, Obywatele – Partia Obywatelska) oraz obóz krytykujący (Unidas Podemos, Catalunya en Comú). Członkowie PSOE oficjalnie opowiedzieli się po stronie króla, jednakże nieoficjalnie byli niezadowoleni z faktu, iż król w żaden sposób nie zachęcił władz Hiszpanii i Katalonii do wspólnego rozwiązania problemu na drodze dialogu.
Po ujawnieniu przez brytyjski dziennik The Daily Telegraph, że Filip VI, podobnie jak jego ojciec, znajdował się na liście beneficjentów Fundacji Lucum, czyli podmiotu, który otrzymał darowiznę w wysokości 65 milionów euro od Abdullaha bin Abdulaziza, króla Arabii Saudyjskiej, rodzina królewska wydała 15 marca 2020 roku oświadczenie, w którym ogłosiła, że Filip VI zrzeknie się jakiegokolwiek spadku po ojcu, do którego mógłby być uprawniony, oraz że Jan Karol I straci swój udział w świadczeniu, które rodzina królewska otrzymuje regularnie z budżetu państwa. Oświadczenie to, mimo swojej formy, nie ma jednak mocy prawnej, ponieważ hiszpański kodeks cywilny zabrania przyjęcia lub odrzucenia spadku przed zgonem osoby, która go przepisała.
W lutym 2022 roku król oficjalnie potępił rosyjską inwazję na Ukrainę, stwierdzając, że jest to „niedopuszczalna agresja przeciwko suwerennemu i niezależnemu narodowi”. Tym samym stał się jednym z pierwszych europejskich monarchów, którzy publicznie zajęli stanowisko w tym konflikcie.
25 kwietnia 2022 roku, dążąc do większej transparentności finansowej, Filip VI po raz pierwszy upublicznił informacje o swoich osobistych aktywach, ujawniając tym samym ich wartość w wysokości 2,6 miliona euro (2,8 mln $). W wydanym oświadczeniu widnieje informacja, że na bogactwo króla składają się jego oszczędności, rachunki bieżące oraz papiery wartościowe, a także sztuka, antyki i biżuteria. Ogłoszono też, że król nie posiada żadnych zagranicznych nieruchomości ani nie dokonywał żadnych zagranicznych transakcji finansowych. Zauważono również, iż Filip VI zapłacił należny podatek od wszystkich swoich dochodów. Przedstawiona kwota czyni króla Filipa jednym z najmniej zamożnych monarchów na świecie. Kontrastuje ona wyraźnie z szacunkami odnoszącymi się do majątku jego ojca Jana Karola I, wynoszącymi 2-2,3 miliarda dolarów.

## Tytulatura

Sztandar osobisty króla Filipa VI

Choć Filip posługuje się na co dzień jedynie tytułem króla Hiszpanii, jego pełna tradycyjna tytulatura brzmi: z Bożej łaski król Hiszpanii, Kastylii, Leónu, Aragonii, Sycylii, Neapolu, Jerozolimy, Portugalii, Nawarry, Grenady, Toledo, Walencji, Galicji, Majorki, Sewilli, Sardynii, Kordoby, Korsyki, Murcji, Jaén, Algarve, Algeciras, Gibraltaru, Wysp Kanaryjskich, Wschodnich i Zachodnich Indii oraz innych wysp i ziem na zachodnim brzegu Atlantyku, hrabia Barcelony, pan Biskajów i Moliny, książę Aten i Neopatrii, hrabia Roussillon i Cerdagne, margrabia Oristano i Goceano, arcyksiążę Austrii, książę Burgundii, Brabancji i Mediolanu, hrabia Habsburga, Flandrii, Tyrolu etc. Jest ona rezultatem rozmaitych historycznych perturbacji, w trakcie których królowie hiszpańscy uzyskiwali i tracili władzę nad kolejnymi krajami. Tytuł arcyksięcia Austrii pochodzi z czasów, gdy w Hiszpanii panowali Habsburgowie.

## Odznaczenia

### Hiszpańskie
- Suweren Orderu Złotego Runa
- Wielki Mistrz Orderu Karola III
- Wielki Mistrz Orderu Izabeli Katolickiej
- Wielki Mistrz Orderu Świętego Ferdynanda
- Wielki Mistrz Orderu Świętego Hermenegilda
- Wielki Mistrz Orderu Świętego Jakuba
- Wielki Mistrz Orderu Montezy
- Wielki Mistrz Orderu Alkantry
- Wielki Mistrz Orderu Kalatrawy
- Krzyż Wielki Krzyża Zasługi  Wojskowej (1986)
- Krzyż Wielki Krzyża Zasługi Morskiej (1987)
- Krzyż Wielki Krzyża Zasługi Lotniczej (1988)

### Zagraniczne
- Łańcuch i Krzyż Wielki Orderu Wyzwoliciela San Martina (Argentyna)
- Krzyż Wielki Orderu Maja (Argentyna, 2009)
- Wielka Gwiazda Odznaki Honorowej za Zasługi dla Republiki (Austria, 1997)
- Wielka Wstęga Orderu Leopolda (Belgia, 1994)
- Łańcuch Orderu Zasługi (Chile, 2014)
- Krzyż Wielki Orderu Zasługi (Chile, 2001)
- Krzyż Wielki ze Złotą Gwiazdą Orderu Krzysztofa Kolumba (Dominikana, 1987)
- Krzyż Wielki Orderu San Lorenzo (Ekwador, 2001)
- Order Krzyża Ziemi Maryjnej I klasy (Estonia, 2007)
- Łańcuch i Krzyż Wielki Orderu Sikatuny (Filipiny)
- Krzyż Wielki Orderu Lakunduli (Filipiny, 2007)
- Krzyż Wielki Orderu Legii Honorowej (Francja, 2009)
- Krzyż Wielki Orderu Zbawiciela (Grecja, 2001)
- Krzyż Wielki Orderu Oranje-Nassau (Holandia, 1985)
- Medal Pamiątkowy Koronacji Wilhelma Aleksandra (Holandia, 2013)
- Wielka Wstęga Orderu Odrodzenia (Jordania, 1999)
- Wielki Łańcuch Orderu Boyacá (Kolumbia, 2015)
- Wielka Wstęga Orderu Zasługi (Liban, 2009)
- Krzyż Wielki Orderu Zasługi Adolfa de Nassau (Luksemburg, 2001)
- Krzyż Wielki Orderu Trzech Gwiazd (Łotwa, 2004)
- Klasa Specjalna Orderu Niezależności (Maroko, 2014)
- Krzyż Wielki Orderu Orła Azteckiego (Meksyk, 1996)
- Krzyż Wielki Orderu Świętego Olafa (Norwegia, 1995)
- Krzyż Wielki Orderu Vasco Núñeza de Balboa (Panama, 1998)
- Krzyż Wielki Orderu Słońca (Peru, 2004)
- Krzyż Wielki Orderu Zasługi Rzeczypospolitej (Polska, 2003)[31]
- Krzyż Wielki Orderu Wieży i Miecza (Portugalia, 2006)
- Wielki Oficer Orderu Wieży i Miecza (Portugalia, 1996)
- Krzyż Wielki Orderu Chrystusa (Portugalia, 1998)
- Krzyż Wielki Orderu Wojskowego Avis (1991, Portugalia)
- Krzyż Wielki Orderu Gwiazdy (Rumunia, 2007)
- Krzyż Wielki ze Srebrną Gwiazdą Orderu José Matíasa Delgado (Salwador, 1997)
- Order Królewski Serafinów (Szwecja, 1991)
- Krzyż Wielki Orderu Zasługi Republiki (Węgry, 2006)
- Krzyż Wielki Honorowy Królewskiego Orderu Wiktoriańskiego (Wielka Brytania, 1998)
- Krzyż Wielki Orderu Zasługi Republiki (Włochy, 1996)
- Order Olimpijski (2013)

## Genealogia
| Prapradziadkowie                                | król Hiszpanii Alfons XII (1857−1885) ∞1879 Maria Krystyna Habsburg (1858−1929)      | Henryk Battenberg (1858−1896) ∞1885 Beatrycze Koburg (1857−1944)                     | Alfons (1841−1934) ∞1868 Maria Antonietta (1851−1918)                    | Filip Orleański (1838−1894) ∞1864 Maria Izabela Orleańska (1848–1919)    | król Grecji Jerzy I Glücksburg (1845−1913) ∞1867 Olga Konstantinowna Romanowa (1851−1926) | Cesarz niemiecki Fryderyk III Hohenzollern (1831−1888) ∞1858 Wiktoria Koburg (1840−1901) | Ernest August Hanowerski (1845−1923) ∞1878 Thyra Glücksburg (1853−1933)            | Cesarz niemiecki Wilhelm II Hohenzollern (1859−1941) ∞1881 Augusta Wiktoria von Schleswig-Holstein-Sonderburg-Augustenburg (1858−1921) |
| Pradziadkowie                                   | król Hiszpanii Alfons XIII (1886−1941) ∞1906 Wiktoria Eugenia Battenberg (1887−1969) | król Hiszpanii Alfons XIII (1886−1941) ∞1906 Wiktoria Eugenia Battenberg (1887−1969) | Karol Tankred (1870−1949) ∞ 1907 Ludwika Orleańska (1882−1958)           | Karol Tankred (1870−1949) ∞ 1907 Ludwika Orleańska (1882−1958)           | król Grecji Konstantyn I Glücksburg (1868−1923) ∞1889 Zofia Hohenzollern (1870−1932)      | król Grecji Konstantyn I Glücksburg (1868−1923) ∞1889 Zofia Hohenzollern (1870−1932)     | Ernest August Hanowerski (1887−1953) ∞1913 Wiktoria Luiza Hohenzollern (1892−1980) | Ernest August Hanowerski (1887−1953) ∞1913 Wiktoria Luiza Hohenzollern (1892−1980)                                                     |
| Dziadkowie                                      | Juan de Borbón (1913−1993) ∞1935 Maria Mercedes (1910−2000)                          | Juan de Borbón (1913−1993) ∞1935 Maria Mercedes (1910−2000)                          | Juan de Borbón (1913−1993) ∞1935 Maria Mercedes (1910−2000)              | Juan de Borbón (1913−1993) ∞1935 Maria Mercedes (1910−2000)              | król Grecji Paweł I (1901−1964) ∞ 1938 Fryderyka Hanowerska (1917−1981)                   | król Grecji Paweł I (1901−1964) ∞ 1938 Fryderyka Hanowerska (1917−1981)                  | król Grecji Paweł I (1901−1964) ∞ 1938 Fryderyka Hanowerska (1917−1981)            | król Grecji Paweł I (1901−1964) ∞ 1938 Fryderyka Hanowerska (1917−1981)                                                                |
| Rodzice                                         | król Hiszpanii Juan Carlos I (1938) ∞1962 królowa Hiszpanii Zofia (1938)             | król Hiszpanii Juan Carlos I (1938) ∞1962 królowa Hiszpanii Zofia (1938)             | król Hiszpanii Juan Carlos I (1938) ∞1962 królowa Hiszpanii Zofia (1938) | król Hiszpanii Juan Carlos I (1938) ∞1962 królowa Hiszpanii Zofia (1938) | król Hiszpanii Juan Carlos I (1938) ∞1962 królowa Hiszpanii Zofia (1938)                  | król Hiszpanii Juan Carlos I (1938) ∞1962 królowa Hiszpanii Zofia (1938)                 | król Hiszpanii Juan Carlos I (1938) ∞1962 królowa Hiszpanii Zofia (1938)           | król Hiszpanii Juan Carlos I (1938) ∞1962 królowa Hiszpanii Zofia (1938)                                                               |
| Filip VI (ur. 30 stycznia 1968), król Hiszpanii |                                                                                      |                                                                                      |                                                                          |                                                                          |                                                                                           |                                                                                          |                                                                                    | |
| Żona                                            | Letycja (ur. 15 września 1972)                                                       | Letycja (ur. 15 września 1972)                                                       | Letycja (ur. 15 września 1972)                                           | Letycja (ur. 15 września 1972)                                           | Letycja (ur. 15 września 1972)                                                            | Letycja (ur. 15 września 1972)                                                           | Letycja (ur. 15 września 1972)                                                     | Letycja (ur. 15 września 1972) |
| Dzieci                                          | Eleonora (ur. 31 października 2005)                                                  | Eleonora (ur. 31 października 2005)                                                  | Eleonora (ur. 31 października 2005)                                      | Eleonora (ur. 31 października 2005)                                      | Zofia (ur. 29 kwietnia 2007)                                                              | Zofia (ur. 29 kwietnia 2007)                                                             | Zofia (ur. 29 kwietnia 2007)                                                       | Zofia (ur. 29 kwietnia 2007) |